# São José de São Lázaro
São José de São Lázaro is een plaats (freguesia) in de Portugese gemeente Braga en telt 14.830 inwoners (2001).